# Ustacha
La Ustacha (en croata: Ustaša; en español pronunciado Ustasha o Ustashá) fue una organización terrorista nacionalista croata basada en el racismo religioso, aliada del nazismo, formada en 1929 por Ante Pavelić. Se caracterizó por el uso continuo de la violencia terrorista con crueldad extrema para alcanzar su fin último: la independencia de Croacia y la formación de un Estado croata, basando su política en la diferenciación racial y la supuesta supremacía étnica del pueblo croata, al que consideraban germano. La organización, como otras formaciones nacionalistas de la época, se vio influenciada por el fascismo italiano.
Se fundó después del asesinato del líder croata Stjepan Radić en el Parlamento de Belgrado y comenzó a actuar oficialmente en 1930 como un grupo nacionalista radical dedicado a la consecución de la independencia de los territorios de población o historia croatas y el fin de la que consideraban opresión serbia en Yugoslavia. A diferencia de la principal fuerza política del momento entre la población croata, el Partido Campesino Croata, los ustachas aceptaban el uso de la violencia para lograr sus fines políticos y el respaldo de naciones extranjeras. Pavelić planeaba establecer un Ejército revolucionario en el extranjero, con apoyo de Mussolini, que veía a la organización como un medio de debilitar a Yugoslavia y poder realizar sus sueños expansionistas en el Adriático y los Balcanes.

## Síntesis histórica
Fundada a finales de los años 1920 tras el asesinato de Radić en el Parlamento de Yugoslavia y la proclamación de la dictadura real del rey Alejandro, la formación nunca fue un movimiento de masas sino que se asemejó más a una organización terrorista clandestina.
Durante la Segunda Guerra Mundial y tras la invasión nazi del Reino de Yugoslavia, los Ustašas gobernaron de manera autoritaria el Estado Independiente de Croacia (NDH), nueva nación títere del III Reich.
Tras la derrota de las potencias del Eje por el bando Aliado, la resistencia yugoslava —basada principalmente al comienzo en la oposición serbia al régimen y a la invasión nazi— expulsó a los ustachas del poder y Croacia volvió a formar parte de Yugoslavia como una de las repúblicas federadas de la nueva Yugoslavia en 1945.
Los objetivos de la Ustacha se vieron cumplidos con su resurgimiento tras la muerte de Tito, y el incremento de su violencia terrorista fue una de las múltiples causas que provocaron el odio entre las diferentes comunidades de Yugoslavia.[cita requerida] A finales de los años 1980, surgieron varios grupos paramilitares en la República Yugoslava de Croacia que se hacían llamar a sí mismos ustacha.[cita requerida] Finalmente Croacia logró su independencia con el apoyo de las principales potencias de Europa.[cita requerida]
El principal símbolo ustacha era una letra "U". Este símbolo se usó porque podía ser fácilmente escrito en las paredes para hacer propaganda; en ocasiones se incluía dentro de la U una cruz. También fue símbolo de la Ustacha el damero rojo y blanco que empezaba con un cuadro blanco, a diferencia del actual escudo de Croacia que comienza con un cuadro rojo.
Los miembros de la Ustacha se saludaban con: Za dom («Por la patria»), a lo que se le respondía con un Spremni! («¡Preparados!»). Era su equivalente al saludo nazi Sieg Heil.

## Etimología
La palabra croata: Ustaša (ustašaⓘ , plural:ustašeⓘ) es una variación de la palabra Ustanik (ustanikⓘ, plural:ustaniciⓘ), que significa: rebelde, insurrecto, alzadoLa palabra Ustanak (ustanakⓘ), «levantamiento» deriva del verbo: ustati (ustati seⓘ) «levantarse». Hoy, la palabra ustaša se utiliza a veces coloquialmente para referirse a cualquier croata de extrema derecha o ultranacionalista.

## Ideología
El movimiento, que desde su formación ocupó la extrema derecha del espectro político croata, se basaba en una mezcla de pietismo católico, nacionalismo croata y una violencia extrema. La organización se mostraba en la propaganda como una sociedad de elite de «ángeles vengadores» que, a través de la violencia, liberarían a la nación croata de su anterior opresión y degradación.
Su nacionalismo exclusivista que consideraba su objetivo la consecución y conservación de la independencia de Croacia tenía como característica principal un odio acérrimo a lo serbio, constituyendo esta comunidad alrededor de un tercio de la población del teórico territorio croata.
A pesar de su origen en el Partido Croata por los Derechos de Ante Starčević, el movimiento ustacha no había heredado su deseo de incluir a todos los habitantes de las tierras que consideraba croatas dentro de la nación croata, sino que había tomado el carácter antiserbio de la fracción de Josip Frank y su Partido Puro por los Derechos. La violencia, además de un medio para eliminar a los «elementos extraños» del territorio de Croacia tal como lo concebía el movimiento, era la manera de ganar relieve dado su exiguo tamaño.
El movimiento era también profundamente anticomunista y ensalzaba la importancia del Estado. Como otros partidos fascistas, se oponía teóricamente al capitalismo y al comunismo abogando por una "tercera vía" en materia económica. En el caso ustacha, su modelo económico era el de la zadruga, una comunidad campesina típica de la región. El movimiento idealizaba al campesinado, como otros movimientos fascistas de la región.
En sus expresiones el movimiento también mostraba tintes racistas, aunque nunca llegó a desarrollar una ideología racista coherente llevando a cabo, por ejemplo en el caso serbio, medidas de eliminación física exclusivistas a la vez que se desarrollaban campañas forzosas de asimilación. El movimiento intentó, empero, tratar de definir un ideal racial croata para tratar de justificar la existencia de una nación croata separada, diferente a la yugoslava, y usar esta como base para su defensa de un Estado independiente, tendencia habitual en la Europa de la época, que asociaba la definición de razas con las naciones. En una época marcada por el nacionalismo, en el que cada nación se asociaba a la existencia de un Estado, cada uno trataba de probar que su grupo lo era, utilizando diversos argumentos, entre ellos el racial, considerado científico. El ideal racial ustacha se basó en anteriores teorías de intelectuales y académicos croatas, que ya antes habían dedicado sus esfuerzos a la «antropología racial».
En política social, el movimiento, al tomar el poder en 1941, trató de formar un nuevo tipo de relaciones, volviendo la mujer a sus tareas del hogar mientras el hombre se convertía al nuevo ideal fascista, caracterizado por la fuerza y la falta de misericordia. El movimiento mantenía un culto a la masculinidad y la defensa del modelo social patriarcal de sus antepasados. Los miembros del movimiento debían guiarse por los principios de virilidad, crueldad y falta de misericordia. El papel de la mujer volvía a limitarse al de madre y esposa, abandonándose la emancipación de la época yugoslava, y el hombre se preparaba para vengar las humillaciones y sufrimientos que, según el movimiento, la patria croata había sufrido en el pasado. La mujer, a pesar de esto, no partía de una posición muy liberada, no habiendo contado con el derecho a voto ni acceso a muchas profesiones durante el anterior periodo yugoslavo.
El ideal de hombre se situó por la propaganda en la región de Lika, conocida como la "Esparta croata" y cuna de varios caudillos nacionalistas croatas, como el mismo Pavelić. El de la mujer era el de la devota católica. Al comienzo del periodo independiente, el gobierno llegó a legislar contra el maquillaje de profesoras y estudiantes. Favorable a un aumento de la natalidad croata, el estado ustacha condenó el aborto con la muerte, tanto para la madre como para el médico que la atendiese.
Con la escasez creciente de hombres que partían al frente a partir de 1941, el régimen hubo de admitir, contrariamente a su ideología, un papel cada vez mayor de la mujer en la vida pública y en los empleos, pero únicamente como necesidad temporal: tras la victoria la mujer habría de volver al hogar.
La agrupación también mostraba, como otras organizaciones similares de la época, una acentuada tendencia mística, con abundantes referencias a la muerte, la violencia y la otra vida. Su influencia fue notable entre los estudiantes de teología y las capas más bajas del clero. Todos los miembros debían teóricamente pasar un periodo de sufrimiento y penas, en imitación de los sufrimientos de Jesucristo. Toda forma de placer quedaba prohibida como un vicio y los miembros debían llevar una vida de ascetismo y rectitud. Incluso en el rito de iniciación de los miembros del partido se reflejaba el simbolismo católico y el culto a la violencia: el ustacha juraba adhesión ante un altar, llevando un crucifijo, una vela, una granada y una daga y se unía al movimiento de por vida. Entre las muestras de violencia y de unidad de sus miembros se encontraba la extrema crueldad hacia aquellos a los que se consideraba traidores o que habían deshonrado a la organización.
El movimiento trataba su ideología como una religión, cuyo lenguaje imitaba. La mayoría de los ustacha, a diferencia de otros movimientos similares de la época, mostraba un nacionalismo místico con características religiosas, pese a no ser, en lo individual, especialmente piadoso. Su exaltación del sacrificio físico, parecido a la entrega religiosa, llevó a ensalzar los actos militares suicidas, considerados heroicos, a diferencia de otros movimientos fascistas contemporáneos. El catolicismo, no obstante, como nexo de unión con Europa Occidental, símbolo de la historia croata (resistencia a los otomanos, «escudo de la Cristiandad») y rasgo distintivo frente a lo serbio, tuvo importancia dentro de las ideas ustachas, y fue proclamada religión de Estado con la independencia en 1941. El movimiento trató de usar el catolicismo como método para popularizar su ideología. Su núcleo, sin embargo, no era religioso, sino nacionalista, especialmente antiserbio.
La base teórica del movimiento, no obstante, nunca fue muy sólida, y fue menos sofisticado en este aspecto que otros similares de la época. No contó además con una dirección rica en intelectuales.

## Historia

### La dictadura del rey Alejandro: época formativa (1929-1934)
En octubre de 1928, en plena lucha nacionalista dentro del Reino de los Serbios, Croatas y Eslovenos, el líder del movimiento nacionalista croata del Partido de los Campesinos, Stjepan Radić, fue asesinado por un diputado montenegrino serbio llamado Puniša Račić. Pronto hubo choques entre jóvenes nacionalistas croatas y la policía en Zagreb.
Como respuesta se creó en el entorno de la Universidad de Zagreb el Movimiento Juvenil Croata bajo las órdenes de Branimir Jelić, formado principalmente por partidarios del Partido Puro por los Derechos. Ellos decían defender el honor del pueblo croata por las continuas vejaciones a las que eran sometidos por el Gobierno central. Ante Pavelić se adhirió un año después a la organización llamado por el propio Jelić. Desde la organización se empezó a editar un periódico, Hrvatski Domobran ("Defensa croata"), que sirvió para intentar convencer a la opinión pública croata de que los problemas de Croacia se debían a una especie de mandato del Gobierno de Belgrado y que la mejor muestra había sido el asesinato de Radić. Pavelić, sin embargo, había sido diputado por Zagreb en el parlamento yugoslavo por un partido rival de Radić, aliado temporal de Ante Trumbić, y había acusado a aquel de traición y colaboracionismo con el nacionalismo serbio durante el breve periodo de aquel en el gobierno.

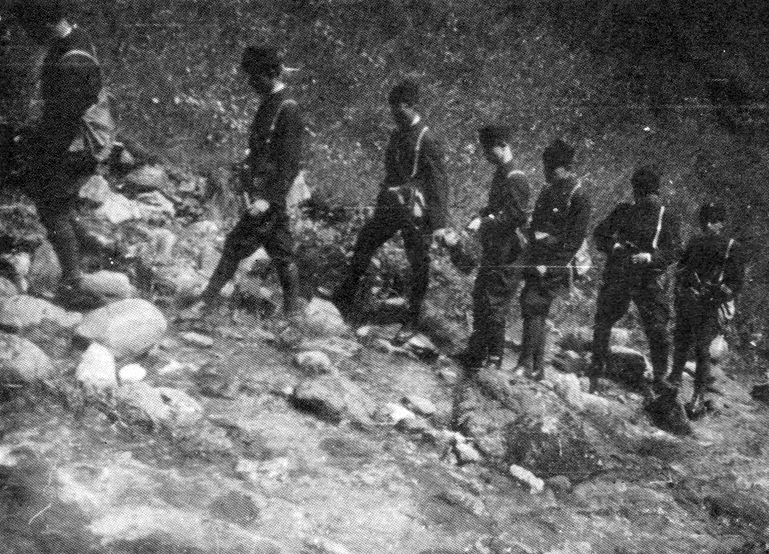
Comandos ustacha en instrucción en 1934.

El nombre de Domobran hacía alusión al término con que algunos croatas definían a su ejército nacional. Así surgió una división entre los partidarios de Pavelić, a favor del apoyo de la violencia extrema para lograr la independencia, y los nacionalistas croatas más moderados, que pensaban que se podrían conseguir mayores cuotas de autogobierno con un avance de la democracia y el parlamentarismo. Ya desde su formación, la Domobran realizó ataques terroristas como asesinatos y voladuras.
La formación, creada entre Pavelić y el periodista Gustav Percec, atrajo a militantes diversos: antiguos militares austrohúngaros, trabajadores nacionalistas, campesinos empobrecidos y estudiantes radicales de la Universidad de Zagreb.
Algunos miembros del Partido Croata por los Derechos, más moderado que Pavelić, se volvieron más beligerantes contra el Gobierno central cuando el Hrvatski Domobran fue prohibido, y más cuando el Rey disolvió todos los partidos nacionalistas en enero de 1929. Pavelić y muchos miembros del Partido Croata por los Derechos decidieron exiliarse. Pavelić pasó a Italia al día siguiente de la proclamación de la dictadura real (7 de enero de 1929), donde formó lo que sería el germen de la Ustaša. Pavelić había establecido contactos con el Gobierno de Mussolini ya antes del asesinato de Radić, en 1927, cuando presentó al Gobierno italiano una propuesta para conceder la primacía italiana en el Adriático a cambio de su respaldo. Pavelić hubo de reconciliar el nacionalismo croata de su formación con las ansias territoriales italianas en Dalmacia y se mostró dispuesto a aceptar la tutela italiana al futuro Estado croata a cambio del apoyo de Roma para su creación. Los ustachas residentes en Yugoslavia, sin embargo, tendían a acercarse más a Alemania que a Italia. Los intentos de Pavelić de ganarse la benevolencia alemana a sus planes independentistas chocaron hasta 1941 con la preferencia del Gobierno de Berlín de mantener la unidad territorial yugoslava a cambio de su separación de Checoslovaquia y la concesión de materias primas.
Por su parte, Percec se estableció en Hungría, también partidaria de la revisión de los tratados de paz y posible apoyo para la nueva organización. Un tercer grupo, formado por miembros más intelectuales y encabezado por Mladen Lorković, se asentó en Alemania.
La organización tomó desde el comienzo un carácter conspiratorio y terrorista, dividiéndose en células. Sus miembros solían ser jóvenes y solteros, escaseando las mujeres. El objetivo inmediato de la organización era desestabilizar a la dictadura, que empleaba el terrorismo de Estado y métodos ilegales para aplastar a la oposición y consolidarse en el poder.
En abril de 1929, Pavelić y sus compañeros de exilio firmaron una declaración en Sofía, Bulgaria, junto a un grupo de nacionalistas macedonios, también antiyugoslavos. En esa declaración pedían el respeto de los derechos humanos y la total independencia de Croacia y Macedonia. Esto llevó a la condena a muerte de Pavelić en Yugoslavia. Los ustacha se consideraban legitimados en el uso de la fuerza por la imposibilidad de defender sus objetivos en el Parlamento, clausurado por la dictadura real.
Mientras Vladko Maček, dirigente del principal partido croata, el Partido Campesino Croata, abogaba por la resistencia pasiva a la dictadura. Ambas organizaciones, sin embargo, colaboraron extraoficialmente en 1929, manteniendo estrechas relaciones. Hasta 1934 ambas organizaciones aparecieron como coaligadas en su objetivo de lograr un Estado croata independiente. El apoyo tácito del Partido Campesino, que era el que contaba con amplio apoyo popular, fue el que hacía el movimiento peligroso para el régimen real, que trató de reprimirlo con las fuerzas armadas y el uso de organizaciones paramilitares patrióticas, respaldadas por la policía. El Partido Campesino no apoyó en público, empero, el uso de la violencia con objetivos políticos.
En menos de un año la organización se hallaba inmersa en una espiral de terror con el régimen real de Alejandro I de Yugoslavia, que incluyó a atentados con bomba, descarrilamientos de trenes, asesinatos y un intento de insurrección, a los que la dictadura respondió con su propio terror estatal, arrestos y juicios masivos. La dictadura trató de eliminar no solo a los miembros de la organización, sino también a aquellos que consideraba sus partidarios, incluso en el extranjero. En 1931 se organizó el primer campo de entrenamiento de la organización en el extranjero, en la localidad italiana de Bovegno, con la autorización formal del Gobierno italiano. Con el tiempo Pavelić llegó a contar con alrededor de 500 reclutas en los campos formados en Italia.
La primera fase de ataques terroristas se desarrolló entre 1928 y 1930, y tuvo carácter fundamentalmente defensivo contra la dictadura. La segunda fase comenzó con los primeros ataques contra las infraestructuras estatales y los funcionarios, e intentó llamar la atención internacional sobre la situación en Croacia e intimidar a los partidarios del régimen. Esta fase terminó con el fracasado ataque en Lika en septiembre de 1932. El ataque, dirigido por el abogado Andrija Artuković se había dirigido contra un puesto fronterizo, y había consistido en la infiltración de seis terroristas desde la ciudad italiana de Zadar en la costa que faltos de apoyo local, se retiraron. La tercera y última fase terrorista acabó con el asesinato del rey en 1934, y trató de lograr un alzamiento popular, que nunca se produjo.
Por fin, en 1931, utilizaron el nombre de Ustaša por primera vez. En 1932 (o 1933) Pavelić publicó los artículos en los que se basaba la organización. En estos se presentaba la violencia del movimiento, cada vez más parte integral de su organización, como parte de una revolución. El movimiento intentó, a la vez que definía sus principios, atraer al campesinado, lo que le hizo alejarse paulatinamente del Partido Campesino, del que le separaban relativamente pocas diferencias ideológicas, deseando ambos la proclamación de una república campesina. En 1933 la organización cambio de nombre, pasando a llamarse «Movimiento Ustacha» (en croata: Ustaški pokret.
Perčec, uno de los firmantes de la declaración de Sofía y mano derecha de Pavelić, fue asesinado en 1933, demostrando cómo actuaba el líder de los Ustaša, que anteponía el objetivo a cualquier sentimiento personal. Este año aumentó la represión del régimen real, aumentando el número de personas bajo vigilancia policial y produciéndose el segundo juicio a Maček, condenado a 3 años de prisión. El número de los objetivos de los ustacha aumentó a su vez, incluyendo a simpatizantes del régimen, miembros de las organizaciones patrióticas, judíos o marxistas.
Los intentos de causar una insurrección popular, temida por las autoridades, fracasó, aumentando progresivamente el aislamiento político de la formación. La dictadura tenía dificultades, no obstante, en controlar los ataques de los ustacha. Su campaña de bombas en los ferrocarriles en 1931, imposible de evitar por las autoridades, llevó a la reducción del tráfico para intentar reducir los atentados.
Mientras, la dictadura trataba de desacreditar a la organización de Pavelić en el extranjero y a someter a juicios políticos a la oposición interna, que los utilizó, sin embargo, para criticar al régimen. El Gobierno también utilizó la tortura y el asesinato, como hacía la organización de Pavelić.
Italia vetó los planes más ambiciosos de invasión de los ustacha a mediados de 1933, perdiendo temporalmente este sostén, el más importante entre las potencias extranjeras. A finales de año, la organización trató, infructuosamente, de asesinar al rey Alejandro durante una visita a Zagreb.
Los Ustaša asesinaron al rey Alejandro I de Yugoslavia en Marsella en octubre de 1934. El atentado fue reivindicado y compartido con un grupo independentista macedonio, la OIRM, y consumado por un búlgaro, Vlado Chernozemski. Tras este atentado, los Ustaša fueron considerados una organización criminal por la mayoría de las democracias de Europa, prohibiendo todas sus actividades. Esto causó un gran apoyo popular dentro de la desencantada juventud croata, especialmente entre los universitarios, entre los que era mayoritaria a finales de los años treinta entre los estudiantes activos en política. Se empezó a publicar en 1939 en el entorno universitario de Croacia el Hrvatski narod, una revista totalmente apoyada por la Ustaša.

### La regencia (1934-1941)
La organización contaba, sin embargo, con el apoyo intermitente de la Italia fascista de Mussolini y de la Alemania nazi, que usaban alternativamente la formación como amenaza o chantaje a los dirigentes yugoslavos. Inmediatamente después del regicidio la organización perdió sus bases en Italia, cerradas por Mussolini para tratar de distanciarse de los ustacha. Pavelić fue detenido en la cárcel de Turín y liberado únicamente en marzo de 1936, instalándose en Salerno. Sus seguidores fueron internados en Lipari.
Fracasado su intento de insurrección popular e indispuesto con el Partido Campesino, los ataques terroristas prácticamente cesaron a partir de 1935. El alejamiento entre ambas formaciones ya había comenzado a finales de 1933, antes del asesinato del rey Alejandro, y se completó con este.
A partir de 1936 se acentuó la diferencia entre los ustacha y el Partido Campesino, que aceptó la autonomía como solución al "problema croata". El creciente antisemitismo de los ustachas tampoco fue compartido por el Partido Campesino.
Por su parte, la nueva regencia fue incapaz de acabar con la oposición, terminar con el terrorismo, o de recabar un apoyo masivo. El primer ministro Milan Stojadinović, sin embargo, logró, gracias a su política de acercamiento a Italia, firmar el tratado de amistad italo-yugoslavo (25 de marzo de 1937) que llevó al cese del apoyo italiano a los ustachas. La mayoría de los que se encontraban en territorio italiano decidieron regresar a Yugoslavia. Entre los regresados se encontraban el escritor Mile Budak y el abogado Mladen Lorkovic, futuros ministros de Pavelić. Aquellos que no lo hicieron quedaron internados por toda Italia, principalmente en Lipari y Cerdeña, mientras que Pavelić era nuevamente internado, esta vez en Siena y con un generoso subsidio del Gobierno italiano.
Los regresados a Yugoslavia tras el acuerdo italo-yugoslavo trataron de aumentar el número de miembros del movimiento en el país que, sin embargo, siguió siendo diminuto y formado principalmente por intelectuales de clase media-baja, frailes franciscanos de Bosnia y Dalmacia y matones dispuestos a todo.
La destitución de Stojadinovic a comienzos de 1939 y el comienzo de la guerra mundial volvió a rescatar a Pavelić de su encierro, mientras Mussolini volvía a plantearse el desmembramiento de Yugoslavia. A comienzos de 1940, el dictador italiano se entrevistó en dos ocasiones con Pavelić.
Tras estallar la Segunda Guerra Mundial y al ser Francia derrotada a comienzos del verano de 1940, las autoridades de la banovina croata redoblaron sus esfuerzos para acabar con la organización, llegando casi a destruirla en la región. Sólo la invasión del país por las fuerzas del Eje a comienzos de abril de 1941 y la negativa del principal partido croata, el Campesino, a convertirse en títere del Eje, hizo revivir la fortuna de la formación.

### Segunda Guerra Mundial

La bandera Ustachá del NDH, 1941-1945.

El Eje invadió Yugoslavia el 6 de abril de 1941. El Gobierno italiano dio orden de reunir a los ustachas detenidos y concentrarlos en la ciudad de Pistoia, listos para pasar a Yugoslavia. Los partidarios de Pavelić que regresaron al país el 13 de abril de 1941 no excedían los quinientos.
Desde ese momento, la Ustaša se ofreció al invasor nazi para proclamar un nuevo Estado Croata Independiente, bajo el protectorado del Tercer Reich, que sirviese fielmente a los intereses del Eje y, por lo tanto, de la Ustaša. El mito fundacional del nuevo Estado consistía en la historia del sufrimiento y martirio del pueblo croata durante siglos -especialmente durante el periodo yugoslavo- con el objetivo de conservar los valores de la civilización occidental.
El gobierno Ustaša de Pavelić creó el 10 de abril de 1941 la Legión Croata (Hrvatska Legija), que hacía un llamamiento a los ciudadanos para alistarse en la Wehrmacht para luchar en el frente del Este. Cerca de 10 000 croatas se presentaron voluntarios a este llamamiento, aunque se siguieron considerando combatientes por los intereses croatas. El 14 de abril de 1941 se formó el nuevo Gobierno. Nezavisna Država Hrvatska, NDH, fue el nombre oficial del Nuevo Estado Independiente de Croacia.
Ante Pavelić llegó a Croacia el 20 de abril y se convirtió en el poglavnik, guía o el equivalente a führer, del Estado. El territorio del que se apoderó el Estado Croata con el apoyo de los nazis, consistía en la actual Croacia y Bosnia Herzegovina. Los terroristas de la Ustaša pasaron a formar parte del Ejército croata. El 27 de abril de 1941, empezaron las hostilidades contra la resistencia yugoslava a la invasión nazi y a las nuevas autoridades croatas por parte de los partisanos de Tito.
La Ustaša decretó el partido único, así que toda oposición estaba fuera de la legalidad. A pesar de la supresión de la oposición, el movimiento estaba cuajado de facciones rivales.
Tras una entrevista personal de Pavelić con Adolf Hitler, el Gobierno croata decretó las leyes raciales a partir del 22 de julio de 1941 y la creación de campos de concentración y exterminio como el Campo de concentración de Jasenovac, donde el mayor número de víctimas fueron serbios. El movimiento de Pavelić, extremadamente nacionalista, deseaba eliminar de Croacia lo que consideraba "elementos indeseables", desencadenando una brutal campaña de exterminio de estos, con la idea de que esto ayudaría a conservar la independencia recién obtenida.
Los partisanos yugoslavos se vieron desmoralizados al enterarse de las noticias que llegaban de los campos de exterminio y del genocidio del pueblo serbio. y gitano a manos de la Ustaša. 
Los ataques a los judíos, entre los que habían contado con cierto apoyo en los años veinte, se debían más al deseo de satisfacer a sus valedores nazis que a parte de la ideología del movimiento. Las organización estudiantiles cercanas a los ustacha pronto expulsaron de las universidades a los profesores serbios y judíos y procedieron a la quema de los libros prohibidos por el nuevo régimen, como ya había sucedido en Alemania.
Pero, a pesar de todo, continuó la lucha en los Balcanes por librarse del genocidio, y los Chetnik se unieron a los partisanos que, gracias a la ayuda aliada, empezaba a decantar la balanza a favor de la resistencia yugoslava. 
Finalmente, la pérdida de control del Eje de los Balcanes a favor de los partisanos y el Ejército Rojo, causó un gran golpe a las aspiraciones croatas y de Mussolini por controlar el territorio.
El sadismo empleado por los ustaši sorprendió a los mismos nazis y quedó patente en un informe de la Gestapo a Heinrich Himmler, fechado el 17 de febrero de 1942, que certificaba:

El aumento de actividad de las bandas [rebeldes] se debe principalmente a las atrocidades cometidas por las unidades Ustaši en Croacia contra la población ortodoxa. Los ustaši han cometido sus actos de una manera bestial, no sólo contra los hombres, sino especialmente contra ancianos, mujeres y niños indefensos. El número de ortodoxos que los croatas han masacrado y torturado sádicamente hasta la muerte es de aproximadamente trescientos mil.

El gobierno ustacha de 1941 a 1945 se caracterizó principalmente por su violencia. La sangre se convirtió en expresión de los valores guerreros de la nación. Las historias de sacrificio fueron comunes entre los escritores afines al régimen. El martirio de los ustacha se asociaba a la supervivencia de la nación.

### Después de la Guerra
El Ejército Rojo y los partisanos liberaron Yugoslavia el 9 de mayo de 1945. Muchos partidarios del régimen Ustaša intentaron exiliarse a Austria e Italia, pero algunos fueron asesinados antes de lograrlo. Mejor suerte sufrieron los que fueron protegidos por la cúpula de la Iglesia Católica croata, favorable al régimen Ustaša, que se fugaron a Iberoamérica. Entre los que lograron huir estuvo la cúpula Ustaša. Ante Pavelić, por ejemplo, logró llegar a Austria, bajo control aliado, y de allí escapó a la España de Franco disfrazado de monje católico, pasando primero a Argentina. La mayoría buscó asilo en la Argentina de Perón con la ayuda del Vaticano y del Papa Pío XII; también buscaron residencia en Bolivia. Ante Pavelić regresó a España, tratando de evitar una posible extradición, y murió en Madrid en 1959, donde está enterrado. 
Dinko Šakić, excomandante del campo de concentración de Jasenovac, fue guarda personal de Pavelić en Ciudad Jardín Lomas del Palomar. Había llegado a Argentina desde Génova engañando incluso a Cruz Roja con un nombre falso: Ljubomir Milanovic. Su esposa también cambió su nombre a Esperanza. Se establecieron en Rosario con un negocio textil, y con la caída de Perón en 1956, encontraron refugio también en la España franquista. Volvieron tres años después a Argentina, donde se establecieron en el balneario de Santa Teresita, provincia de Buenos Aires, y viajaron mucho a Paraguay, tanto como para gestionar un centro croata que les permitió cultivar amistad íntima con el dictador paraguayo Alfredo Stroessner. El 1 de mayo de 1998 fue detenido, y en junio era extraditado a Croacia. 
Durante su juicio en Zagreb se presentó como un patriota. 40 personas testificaron contra él. El veredicto reconoció que había disparado en persona a varios prisioneros y supervisado ahorcamientos en Jasenovac. Fue condenado al máximo que contempla la legislación croata, 20 años por crímenes de guerra y contra la humanidad. Cumplió la mitad; murió en 2008. Le incineraron, como era su deseo, con el uniforme ustacha..
Destacados miembros de la organización huidos pasaron durante la Guerra fría a ser subvencionados por Occidente como «luchadores contra el comunismo». La fuga de numerosos ustachas se debió a la actividad del monasterio croata de San Girolama degli Illirici, cerca del Vaticano, que organizó su huida junto con servicio de contraespionaje estadounidense.
Tras la caída del régimen Ustaša, parece que no se supo más de ellos, aunque se cree que estuvieron detrás de las decenas de atentados que los nacionalistas croatas protagonizaron desde 1945 hasta su independencia, causando varias muertes. En el año 1972, un avión de la aerolínea JAT sufrió un atentado terrorista en el que murieron 27 personas. Tras una llamada de reivindicación a una radio sueca, el gobierno yugoslavo responsabilizó a la Ustacha por el atentado, pese a que no hubo confirmación de este aserto. En enero de 2009, se propuso la teoría de que, en realidad, el avión había sido derribado accidentalmente por la fuerza aérea checa, teoría que fue rechazada por la única superviviente del accidente. La Autoridad Checa de Aviación Civil también ha rechazado esta teoría de conspiración afirmando que los resultados de la investigación oficial se disputan únicamente por interés mediático, y que tales teorías conspirativas son habituales en numerosos desastres aéreos. El propio autor de la teoría afirmó que está basada en «indicios, no pruebas». Adicionalmente, las cajas negras fueron descifradas en Ámsterdam (Países Bajos) por expertos neerlandeses, checos y yugoslavos; su contenido coincide con la versión oficial del ataque terrorista.

## La Iglesia Católica y los Ustachas
El pueblo croata se consideraba por el régimen ustacha de origen germánico («godo» y «ario»), y era mayoritariamente católico; en cambio los serbios eran cristianos ortodoxos y considerados no arios en las nuevas leyes del régimen de Pavelić. Los musulmanes no eran considerados como una comunidad separada, sino que algunos se declaraban croatas y otros serbios, aunque para la mayoría su fe era su rasgo distintivo. Para fines de la década de 1930, ambos grupos étnicos eran similares en número de individuos, siendo los serbios levemente superiores con 5.500.000 personas.[cita requerida]
En 1935, el reino yugoslavo firmó un Concordato con el Vaticano representado por Eugenio Pacelli, que brindaba a la minoría católica, y en especial al clero, privilegios civiles a los que la parte serbia no podía acceder, tales como exenciones de impuestos y ventajas gubernamentales, la religión católica fue hecha oficial.
El parlamento yugoslavo no ratificó el concordato y esto fue causa de división entre los yugoslavos partiendo por los temas etno-religiosos, situación que incubó el germen del terror de los Ustacha.[cita requerida]
Para cuando los ejércitos de la Wehrmacht invadieron Yugoslavia el 6 de abril de 1941 bajo el mando del general Edmund Glaise von Horstenau se proclamó la independencia croata y pronto se desencadenó el genocidio de algunas minorías (judíos, gitanos y serbios). Los Ustacha colaboraron activamente con los alemanes, quienes colocaron a Ante Pavelić como gobernante títere. Los Ustacha se identificaron con los principios antisemitas del gobierno de Hitler y desataron una represión en extremo cruel contra la minoría serbia. La represión del nuevo régimen se centró en las minorías y en los opositores, principalmente comunistas. El grado de crueldad alcanzado sorprendió y horrorizó al mismo von Horstenau y al embajador Hermann Neubacher quien enviaba informes urgentes al Reichstag alemán acerca de lo que veían, informes que fueron desestimados por el régimen nazi.
Ante Pavelić informaba directamente a Himmler acerca del exterminio del pueblo serbio, destacando el apoyo de la Iglesia Católica hacia la crueldad con los ciudadanos ortodoxos.
El arzobispo de Sarajevo, Ivan Šarić y el fraile franciscano Miroslav Filipović fueron comandantes de los escuadrones Ustacha y saquearon sistemáticamente a los serbios enviando a las arcas del Vaticano unos US$ 80.000.000 que se cobró con la muerte de unas 300 000 serbios.[cita requerida]
El régimen contó, sobre todo al comienzo, del respaldo de la jerarquía y parte del clero católico, participando parte de este en las atrocidades ustachas. La jerarquía católica, tras celebrar la creación del nuevo Estado en 1941 y apoyar teóricamente el nuevo régimen, no apoyó activamente sus actividades y acabó por distanciarse públicamente de él. El apoyo del clero al régimen se explica en parte por sus tendencias nacionalistas y antiyugoslavas, que se acentuaron durante el primer periodo yugoslavo. El entusiasmo original de la jerarquía católica, sin embargo, se fue enfriando por las medidas contra las minorías del régimen y su campaña de conversión forzosa al catolicismo en el invierno de 1941.
El papel del arzobispo de Zagreb, Aloysius Stepinac, es controvertido. Sus defensores subrayan su defensa de las víctimas serbias y judías de las persecuciones del régimen de Pavelić y el uso de los partisanos de sus sermones en sus emisiones radiofónicas, mientras que sus detractores destacan su respaldo al nuevo Estado y su defensa menos encendida de los no católicos respecto a la que hizo por estos. Su postura fue ambigua y decidido su respaldo de la independencia croata. Desde 1941, sin embargo, logró el apoyo de los demás obispos para tratar de evitar el maltrato de los judíos conversos y, privadamente, para limitar los desmanes de Pavelić, llegando este a quejarse a los alemanes de la falta de apoyo de Stepinac y solicitando su relevo, en vano.
Un parte sustancial de los dirigentes del movimiento, sin embargo, se había educado en seminarios católicos. Abundaban también los católicos devotos y los miembros con un sentimiento de cruzada católica. Los sacerdotes católicos desempeñaron, como en alguna otra organización similar como la Guardia de Hlinka, un papel relevante, tanto en la dirección de las tropas ustachas como en los campos de concentración, dirigiendo algunos de ellos. Según informes alemanes, italianos y de testigos presenciales, sacerdotes católicos alentaron y participaron en atrocidades contra la población serbia. Otros sacerdotes, en menor número, colaboraron con los partisanos en la región.
En marzo de 1942, en una conversación con uno de los representantes oficiosos del Gobierno de Zagreb en el Vaticano, el cardenal Tisserant declaró:

Sé con certeza que son los propios franciscanos, como por ejemplo el padre Simic de Knin, los que han tomado parte en los ataques contra la población ortodoxa para destruir la iglesia ortodoxa. De igual manera destruyeron ustedes la iglesia ortodoxa de Banja Luka. Sé con seguridad que los franciscanos de Bosnia-Herzegovina se han comportado de forma abominable, y me pesa. tales actos no deberían cometerlos personas educadas, cultivas y civilizadas, menos aún sacerdotes.